# Carebaco-Meisterschaft 1990
Die Carebaco-Meisterschaft 1990 im Badminton fand in Port of Spain in Trinidad und Tobago statt. Es war die 17. Auflage der Titelkämpfe.

## Titelträger
| Disziplin    | Sieger                            |
| ------------ | --------------------------------- |
| Herreneinzel | Vernon Griffiths                  |
| Dameneinzel  | Debra O’Connor                    |
| Herrendoppel | Ronald Clarke David Lee Kim       |
| Damendoppel  | Debra O’Connor Virginia Chariandy |
| Mixed        | Ronald Clarke Debra O’Connor      |
| Team         | Trinidad und Tobago               |